# Dobrești (okręg Ardżesz)
Dobrești – wieś w Rumunii, w okręgu Ardżesz, w gminie Dobrești. W 2011 roku liczyła 939 mieszkańców.